# 圣母领报主教座堂

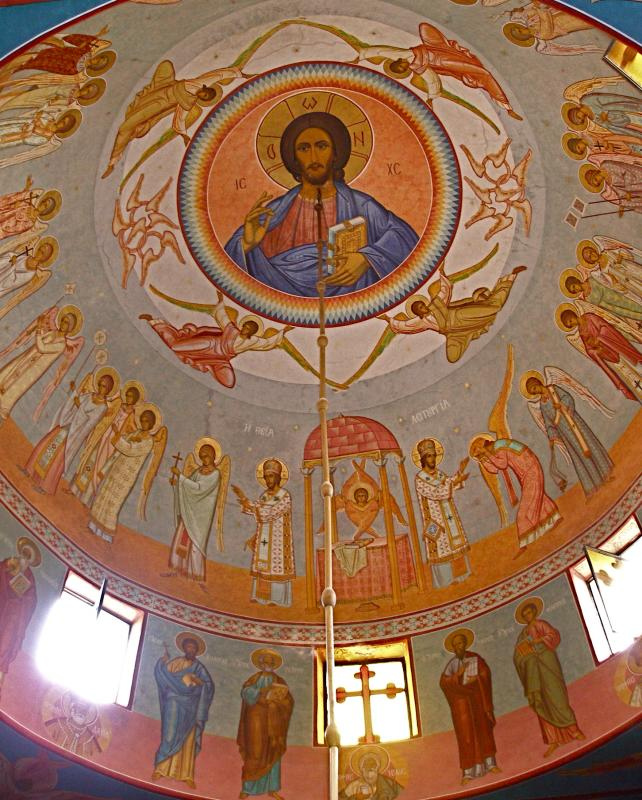
堂内的基督壁画

圣母领报主教座堂（Cathedral of the Annunciation of the Virgin）是一个默基特希臘禮天主教會的主教座堂，位于耶路撒冷旧城的基督徒区。供奉圣母领报。
它是默基特希臘禮天主教安提約基雅宗主教區的总部，自1772年以来，教宗良十三世委任该主教负责耶路撒冷的默基特教会。
自1981年以来，它作为耶路撒冷旧城的一部分，被列为联合国教科文组织的世界遗产。